# Stała krańcowa stopa substytucji

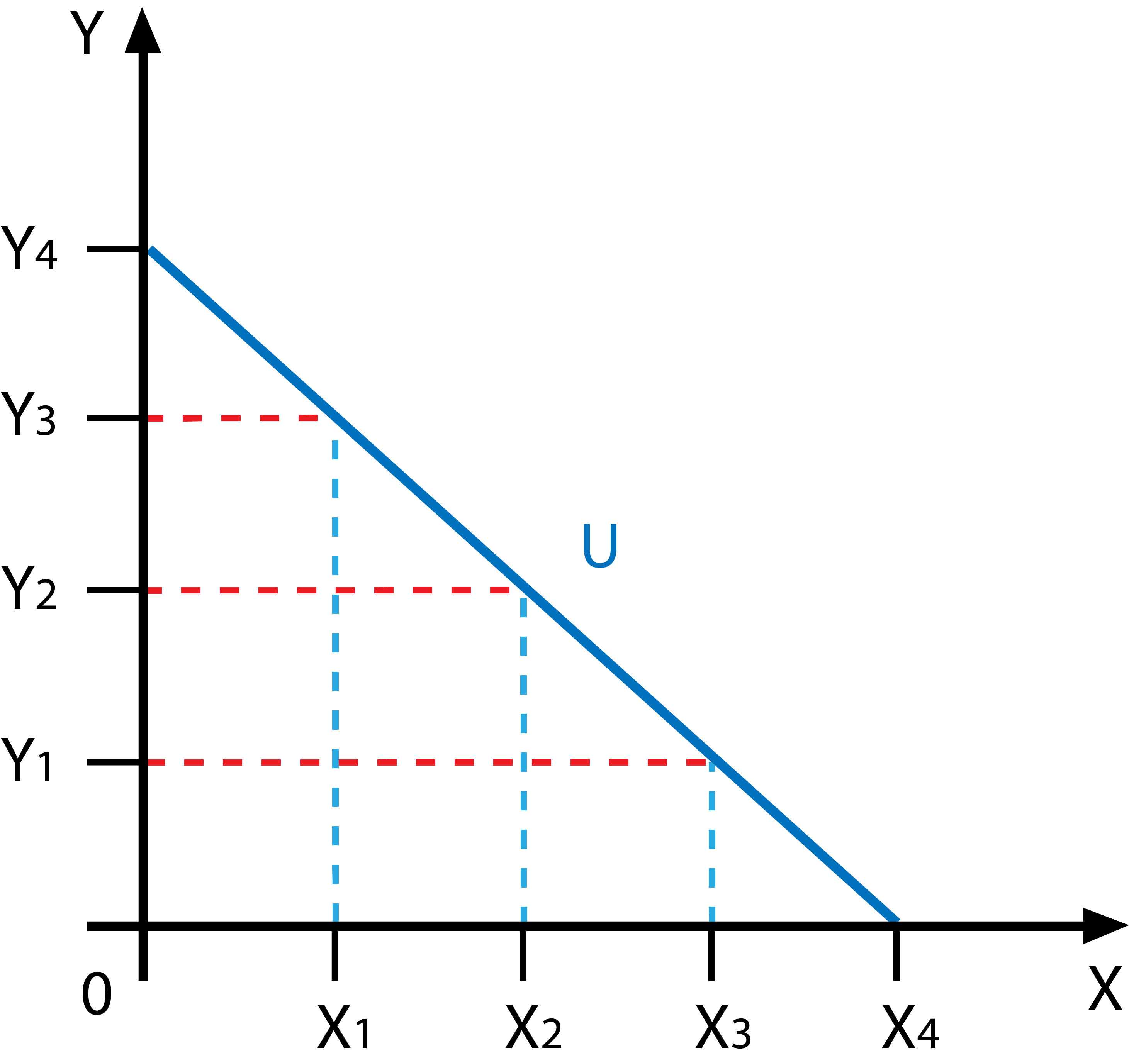
Stała krańcowa stopa substytucji

Stała krańcowa stopa substytucji – szczególny przypadek krańcowej stopy substytucji, w której konsument w zamian za utratę jednego dobra pozyskuje stałe ilości drugiego dobra (substytuującego dobro pierwsze), przy założeniu, że zachowana zostaje jego całkowita użyteczność, co oznacza pozostanie na tej samej krzywej obojętności konsumenta. Stała krańcowa stopa substytucji występuje w przypadku dóbr, które są bliskimi substytutami.
W przypadku stałej krańcowej stopy substytucji krzywa obojętności konsumenta przyjmuje kształt opadającej prostej (rysunek obok).
Przebieg krzywej obojętności zaprezentowany na tym rysunku charakterystyczny dla stałej krańcowej stopy substytucji oznacza, że w celu utrzymania sumy całkowitej użyteczności (z konsumpcji dóbr Y i X), rezygnacja konsumenta z konsumpcji jednej jednostki dobra Y powinna zostać substytuowana konsumpcją jednej jednostki dobra X.
Stała krańcowa stopa substytucji występuje na całej długości krzywej obojętności.